# 徐彻 (北朝)
徐彻（502年—558年8月19日），字伯通，高平郡金乡县（今山东省金乡县）人，北魏、东魏、北齐官员。

## 生平
徐彻袭爵渊泉子后加镇远将军、谏议大夫。当时尔朱氏控制政权，杀害士大夫，高欢在冀州起兵反对尔朱氏，徐彻前往归附高欢，出任大行台郎中，升任安东将军、银青光禄大夫。占领洛阳、韩陵之战，徐彻都有军功，升任征东将军，封昌阳县开国男，很快出任北赵郡太守，又出任东雍州别驾，改任中川郡太守、持节、署理卫将军、中川郡都督。徐彻又加车骑将军、出任洛州镇城都督，加卫大将军，转任陈郡太守、兼陈城戍主、持节、陈郡都督，又改任骠骑大将军、左光禄大夫、常山王开府长史，出镇北荆州，很快出任使持节、都督广州诸军事、广州刺史。西魏仪同韦法保率领部下来进攻广州，徐彻率兵击败韦法保，出任使持节、都督北徐州诸军事、北徐州刺史。当时南梁司空公陈霸先在金陵称帝，派兵进攻北徐州，徐彻坚守城池击败陈军，回朝兼任大鸿胪卿，转任太尉长史，接受敕令镇守新城，升任使持节、都督阳州诸军事、阳州刺史，在州中出任大司农卿。北周东道大行台步六孤某和仪同陈忻等人驱动氐族和蜀族截断徐彻的退路，徐彻与周军交战，天保九年七月廿日（558年8月19日）在阳州州府中死去，时年虚岁五十七。齐文宣帝诏令赠予使持节、都督怀洛二州诸军事、怀洛二州刺史、大鸿胪卿、骠骑大将军、开国男如故，赠予布帛一百匹。天保十年岁次己卯正月己丑日朔廿一日乙酉（559年2月13日），徐彻葬于邺城西南野马岗东离开邺城二十里的地方。

## 家庭

### 祖父
- 徐广，北魏渊泉子、济州刺史[1]

### 父亲
- 徐仙，北魏渊泉子、南安郡太守[1]